# Граф Джерсі
Граф Джерсі (англ. Earl of Jersey) — спадковий титул пера Англії. Титул був створений в 1697 році для державного діяча Едварда Вільєрса, 1-го віконта Вільєрса (1656 - 1711).

## Історія
Сер Едвард Вільєрс був послом у Франції (1697—1699) і державним секретарем Південного департаменту (1699—1700). У 1691 році Едвард Вільєрс отримав титули барона Вільєрс з Ху в графстві Кент і віконта Вильерс з Дартфорда в графстві Кент, ставши пером Англії. Він був сином сера Едварда Вільєрса (1620—1689) і внуком сера Едварда Вільєрса, брата сера Вільяма Вільєрса, 1-го баронета з Бруксбі, і зведеного брата Джорджа Вільєрса, 1-го герцога Бекінгема, Крістофера Вільєрса, 1-го графа Англсі, і Джона Вільєрса, 1-го віконта Пербека.
У 1711 році його успадковував старший син, Вільям Вільєрс, 2-й граф Джерсі (1682—1721). Він представляв Кент в Палаті громад Великої Британії з 1705 по 1708 рік . Після його смерті титул перейшов до його старшого сина, Вільяма Вільєрса, 3-го графа Джерсі (пом. 1769). У 1766 році після смерті свого троюрідного брата Джона Вільєрса, 1-го графа Грандісона (1684—1766) Вільям Вільєрс отримав титул віконта Грандісона (перство Ірландії).
Його син, Джордж Бюссі Вільєрс, 4-й граф Джерсі (1735—1805), був політиком і служив віце-камергером Королівського двору, наглядачем мисливських собак і капітаном Honourable Corps of Gentlemen at Arms. Його титул успадковував його син, Джордж Чайлд Вільєрс, 5-й граф Джерсі (1773—1859), який був політиком від партії Торі, він займав пости лорда-камергера (1830, 1834—1835) і шталмейстера (1841—1846, 1852). Він одружився з леді Сарою Софією Фейн (1785—1867), дочкою Джона Фейна, 10-го графа Вестморленда, і Сари Енн Чайлд (1764—1793), дочки Роберта Чайлда. Завдяки цьому шлюбу, Вільєрс отримав банк Child & Co. У 1819 році Лорд Джерсі отримав королівський дозвіл на додаткове прізвище «Чайлд». Його титули успадкував син Джордж Чайлд Вільєрс, 6-й граф Джерсі (1808—1859). Він обирався в Палату громад Великої Британії від Рочестера, Майнхеда, Хонітона, Веймута і Мелькомб Реджиса та Сайренчестера . Отримав графський титул 3 жовтня 1859 року, але помер 24 жовтня того ж року. З 1841 року був одружений з Джулією Піль (1821—1893), дочкою прем'єр-міністра Великої Британії сера Роберта Піля, 2-го баронета.
Його змінив син, Віктор Чайлд Вільєрс, 7-й граф Джерсі (1845—1915). Він був членом уряду консерваторів під керівництвом лорда Солсбері, де обіймав посади генерального підскарбія (1889—1890) і губернатора Нового Південного Уельсу (1890—1893). У 1915 році після його смерті титули успадкував старший син, Джордж Чайлд Вільєрс, 8-й граф Джерсі (1873—1923). Він деякий час обіймав посаду лорда-в-очікуванні в уряді Девіда Ллойда-Джорджа в січні-серпні 1919 року. У 1923 році він продав свій банк «Child & Co» банку «Glyn, Mills & Co». Його старший син, Джордж Френсіс Чайлд Вільєрс, 9-й граф Джерсі (1910—1998), служив майором королівської артилерії . У 1998 році титул успадковував онук, Вільям Чайлд Вільєрс, 10-й граф Джерсі (нар. 1976). Він є старшим сином Генрі Джорджа Вільєрса, віконта Вільєрса (1948—1998), старшого сина 9-го графа Джерсі. Вільям Вільєрс, 10-й граф Джерсі — актор, сценарист і продюсер.

## Графи Джерсі
- 1697—1711: Едвард Вільєрс, 1-й граф Джерсі (бл. 1656 — 25 серпня 1711), син сера Едварда Вільєрса (1620—1689).
- 1711—1721: Вільям Вільєрс, 2-й граф Джерсі (бл. 1682 — 13 липня 1721), син попереднього.
- 1721—1769: Вільям Вільєрс, 3-й граф Джерсі (8 березня 1707 — 28 серпень 1769), 6-й віконт Грандісон (1766—1769), старший син попереднього
  - Вільям Фредерік Вільєрс, віконт Вільєрс (25 березня 1734 — жовтень 1742), старший син 3-го графа Джерсі.
- 1769—1805: Джордж Бюссі Вільєрс, 4-й граф Джерсі, 7-й віконт Грандісон (9 червня 1735 — 22 серпня 1805), молодший син 3-го графа Джерсі.
- 1805—1859: Джордж Чайлд Вільєрс, 5-й граф Джерсі, 8-й віконт Грандісон (19 серпня 1773 — 3 жовтня 1859), старший син попереднього.
- 1859—1859: Джордж Огастас Фредерік Чайлд Вільєрс, 6-й граф Джерсі, 9-й віконт Грандісон (4 квітня 1808 — 24 серпня 1859), старший син 5-го графа Джерсі.
- 1859—1915: Віктор Альберт Джордж Чайлд Вільєрс, 7-й граф Джерсі, 10-й віконт Грандісон (20 березня 1845 — 31 травень 1915), старший син попереднього.
- 1915—1923: Джордж Генрі Роберт Чайлд Вільєрс, 8-й граф Джерсі, 11-й віконт Грандісон (2 червня 1873 — 31 грудня 1923), старший син попереднього.
- 1923—1998: Джордж Френсіс Чайлд Вільєрс, 9-й граф Джерсі, 12-й віконт Грандісон (15 лютого 1910 — 9 серпня 1998), старший син попереднього.
  - Джордж Генрі Чайлд Вільєрс, віконт Вільєрс (29 серпня 1948 — 19 березень 1998), старший син 9-го графа Джерсі від третього шлюбу.
- 1998 — даний час: Джордж Френсіс Вільям Чайлд Вільєрс, 10-й граф Джерсі, 13-й віконт Грандісон (нар. 5 лютого 1976), син попереднього від другого шлюбу.
- Спадкоємець: Джеймі Чарльз Чайлд Вільєрс (нар. 31 травня 1994), зведений брат попереднього.